# Fundulus diaphanus menona
Fundulus diaphanus menona es una subespecie de peces de la especie Fundulus diaphanus, de la familia de los fundúlidos y del orden de los ciprinodontiformes.

## Morfología
Los machos pueden llegar a los 10 cm de longitud total.

## Distribución geográfica
Se encuentran en Norteamérica: Estados Unidos y Canadá.